# Manuel Corró
Manuel Antonio Esteva Corró, plus connu comme Corró, né le 28 décembre 1919 à Esporles (Îles Baléares) et mort le 24 mars 2000, est un footballeur espagnol qui jouait au poste de défenseur.

## Carrière
Manuel Corró joue entre 1943 et 1945 au FC Barcelone avec qui il gagne le championnat d'Espagne en 1945.
Entre 1947 et 1949, Corró joue au Gimnàstic de Tarragona avec qui il joue 40 matchs de championnat.
Il retourne au FC Barcelone pour la saison 1949-1950, où il joue 17 matchs de championnat.

## Palmarès
Avec le FC Barcelone :
- Championnat d'Espagne en 1945